# Chaddesden
Chaddesden – dzielnica miasta Derby, w Anglii, w Derbyshire, w dystrykcie (unitary authority) Derby. W 2011 roku dzielnica liczyła 13 413 mieszkańców. Chaddesden jest wspomniana w Domesday Book (1086) jako Cedesdune.